# 1570
1570 (MDLXX) var ett normalår som började en söndag i den julianska kalendern.

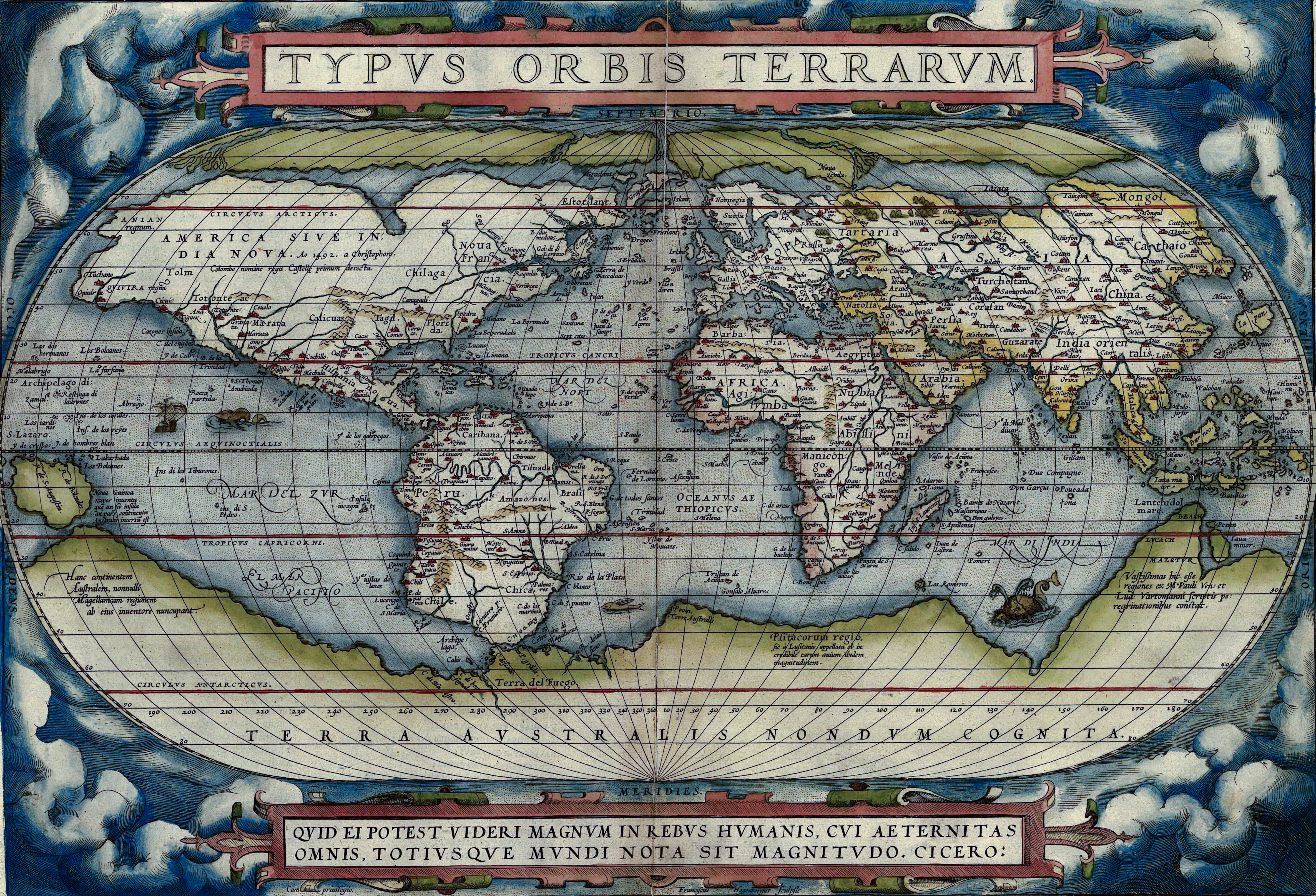
Världskarta från 1570 av Abraham Ortelius.

## Händelser

### Januari
- 9 januari – Ivan IV av Ryssland startar Massakern i Novgorod.

### Februari
- 11 februari – Bönderna i Blekinge betalar frivilligt brandskatt och slipper därmed plundring.
- 15 februari – Venus i Ockultation med Jupiter; sedan händer det inte igen förrän 1818.
- 25 februari – Pius V utesluter drottning Elizabeth I av England med påvebullan Regnans in Excelsis.
- 27 februari – Danska soldater sätter eld på Växjö.[1]

### Juli
- Juli – Erik XIV med familj förs till Åbo slott.

### Augusti
- 21 augusti
  - I Baltikum utbryter Nordiska tjugofemårskriget mellan Sverige och Ryssland. Ryssarna är den anfallande parten, eftersom kriget utbryter genom att de går mot Reval.
  - Ryssarna börjar belägra Reval. Även de finska gränstrakterna härjas av ryssarna.

### December
- 13 december – Nordiska sjuårskriget avslutas med freden i Stettin. Danskarna avstår anspråken på Sverige och svenskarna på Skånelandskapen. Sverige tvingas emellertid betala 150.000 daler för att återfå Älvsborg, vilket kallas Älvsborgs första lösen.

### Okänt datum
- En samling sjöartiklar, med regler för svenska flottan, utfärdas.
- Ett järnbruk anläggs vid Lövsta i Uppland, för inhemsk produktion av järnprodukter.

## Födda
- 13 april – Guy Fawkes, brittisk katolsk konspiratör.
- 4 maj – Girolamo Rainaldi, italiensk arkitekt.
- 15 november – Francesco Curradi, italiensk barockmålare.
- Christina Rauscher, tysk regeringskommissionär.

## Avlidna
- 3 oktober – Hieronymus Cock, nederländsk förläggare och grafikhandlare.
- 21 november – Doamna Ruxandra Lăpuşneanu, moldavisk regent.
- Abbakka Chowta, regerande indisk drottning av Ullal.
- Sophie Lykke, dansk länsman.

### Fotnoter
1. ↑  ”Värmlands brandhistoriska klubb”. Arkiverad från originalet den 12 oktober 2011. https://www.webcitation.org/62NB7kO36?url=http://www.brandhistoriska.org/olyckor_se.html. Läst 25 mars 2011.